# Salvador Dalí párizsi napórája
Salvador Dalí napórája Párizs 5. kerületében, a rue Saint-Jacques (Szent Jakab utca) 27. számú házának falán van, ahol a művész egyik barátjának butikja működött.
A Salvador Dalí által tervezett napóra egy fésűkagyló formájú arcot ábrázol; szemei kékek, szemöldöke olyan, mintha lángnyelvek alkotnák. A betonból öntött domborművet 1966-ban helyezték el a házfalon. A november 15-ei átadáson a katalán képzőművész is megjelent ocelotjával, majd rézfúvósoktól kísérve, egy emelőkosaras jármű segítségével felemelték művéhez, amelyen elvégezte az utolsó simításokat. A mester kézjegye és az átadás évét jelző szám az alkotás jobb alsó sarkában látható. A kagylóarc utalás az utca névadója, Szent Jakab compostellai zarándokútjára. Egyes vélemények szerint azonban önarckép is egyben. Az óra nem mutatja az időt.